# Dasychira cucullioides
Dasychira cucullioides är en fjärilsart som beskrevs av Schultze 1934. Dasychira cucullioides ingår i släktet Dasychira och familjen tofsspinnare. Inga underarter finns listade i Catalogue of Life.